# Evangelisch-Theologische Fakultät der Karls-Universität Prag

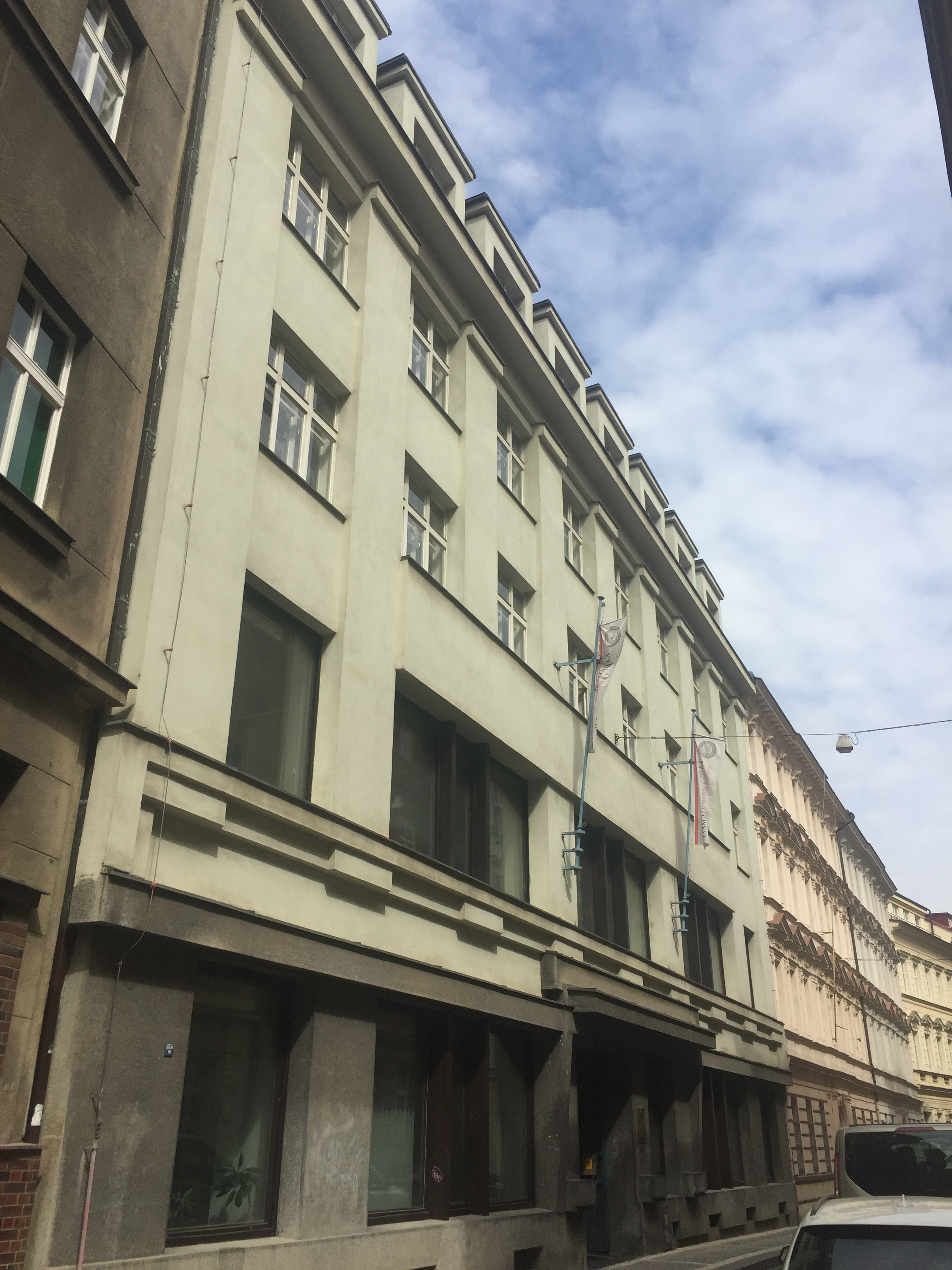
Fakultätsgebäude

Die Evangelisch-Theologische Fakultät (tschechisch: Evangelická teologická fakulta, kurz: ETF UK) der Karls-Universität Prag ist eine der drei theologischen Fakultäten der Karls-Universität.

## Geschichte
Am 1. Dezember 1919 wurde die Fakultät als tschechoslowakische evangelisch-theologische Hus-Fakultät gegründet. 1939 wurde die Fakultät während der Zeit des Protektorats wie alle Hochschulen geschlossen. Nach dem Zweiten Weltkrieg wurde die Fakultät wieder eröffnet. 1950 wurde sie in zwei neue Fakultäten aufgeteilt. Die neue Fakultät hieß evangelisch-theologische Comenius-Fakultät. 1990 wurde die Fakultät an die Karls-Universität Prag als Evangelisch-theologische Fakultät angeschlossen.

## Profil

### Studium
Es werden zwei Bachelorstudiengänge angeboten: Theologie (für das Pfarramt) und Pastoral- und Sozialarbeit. Das anschließende Masterstudium besteht nur für Evangelische Theologie. Die Fakultät unterhält Erasmuspartnerschaften in zwölf Länder und bietet eine ausreichende Anzahl an englisch- und deutschsprachigen Veranstaltungen für ausländische Erasmusstudenten an. Ein eigenes Internationales Büro betreut die Auslandsstudenten.

### Lehrstühle
- Altes Testament: Martin Prudký, Petr Sláma, Filip Čapek
- Neues Testament: Petr Pokorný, Jiří Mrázek, Jan Roskovec
- Systematik: Jan Štefan, Petr Macek, Petr Gallus
- Ethik: Jakub S. Trojan, Jindřich Halama, Pavel Keřkovský
- Kirchengeschichte: Noemi Rejchrtová, Martin Wernisch, Ota Halama, Peter Moreé
- Religionswissenschaft: Milan Balabán, Pavel Hošek, Zdeněk Vojtíšek
- Praktische Theologie: Pavel Filipi, Ladislav Beneš, David Holeton, Tabita Landová
- Philosophie: Lenka Karfíková, Jan Kranát, Olga Navrátilová

## Gebäude
Die Fakultät ist im Palác Marathon untergebracht, der 1929 erbaut wurde. In den Räumen darunter befindet sich die Fakultätsbibliothek, die mehr als 100.000 Bücher in vielen internationalen Sprachen enthält. Sie gilt unter Studenten als eine der besten Fakultätsbibliotheken der Stadt. Im dritten Kellergeschoss befindet sich eine kleine Kapelle. Ein Studentengottesdienst findet jeden Mittwoch im Semester statt. Im Erdgeschoss der Fakultät ist das Café Marathon, hier ist ein Platz für informelle Treffen von Studenten mit Dozenten.